# Château de Groß Strehlitz

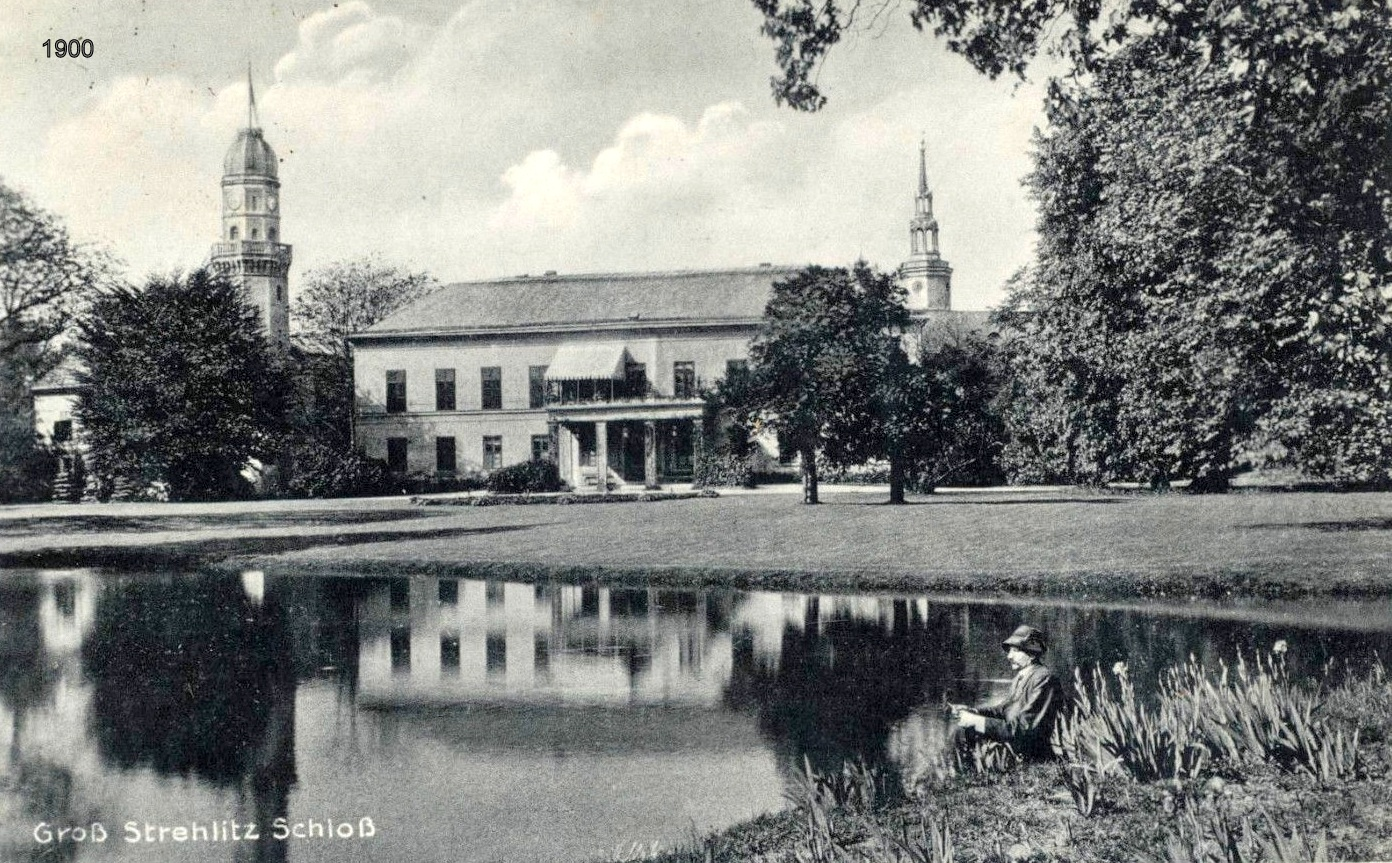
Le château vers 1900

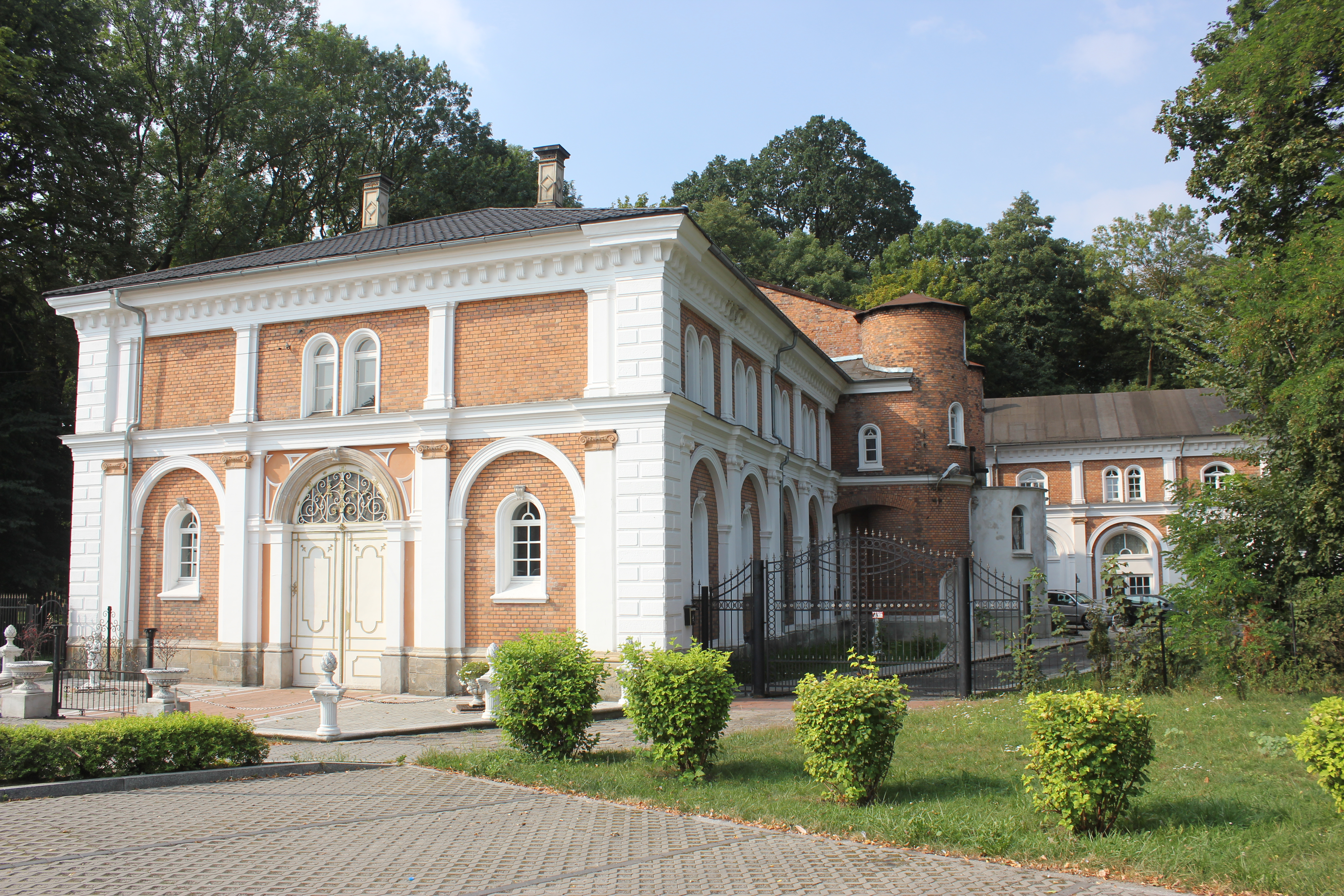
Écuries à côté du château

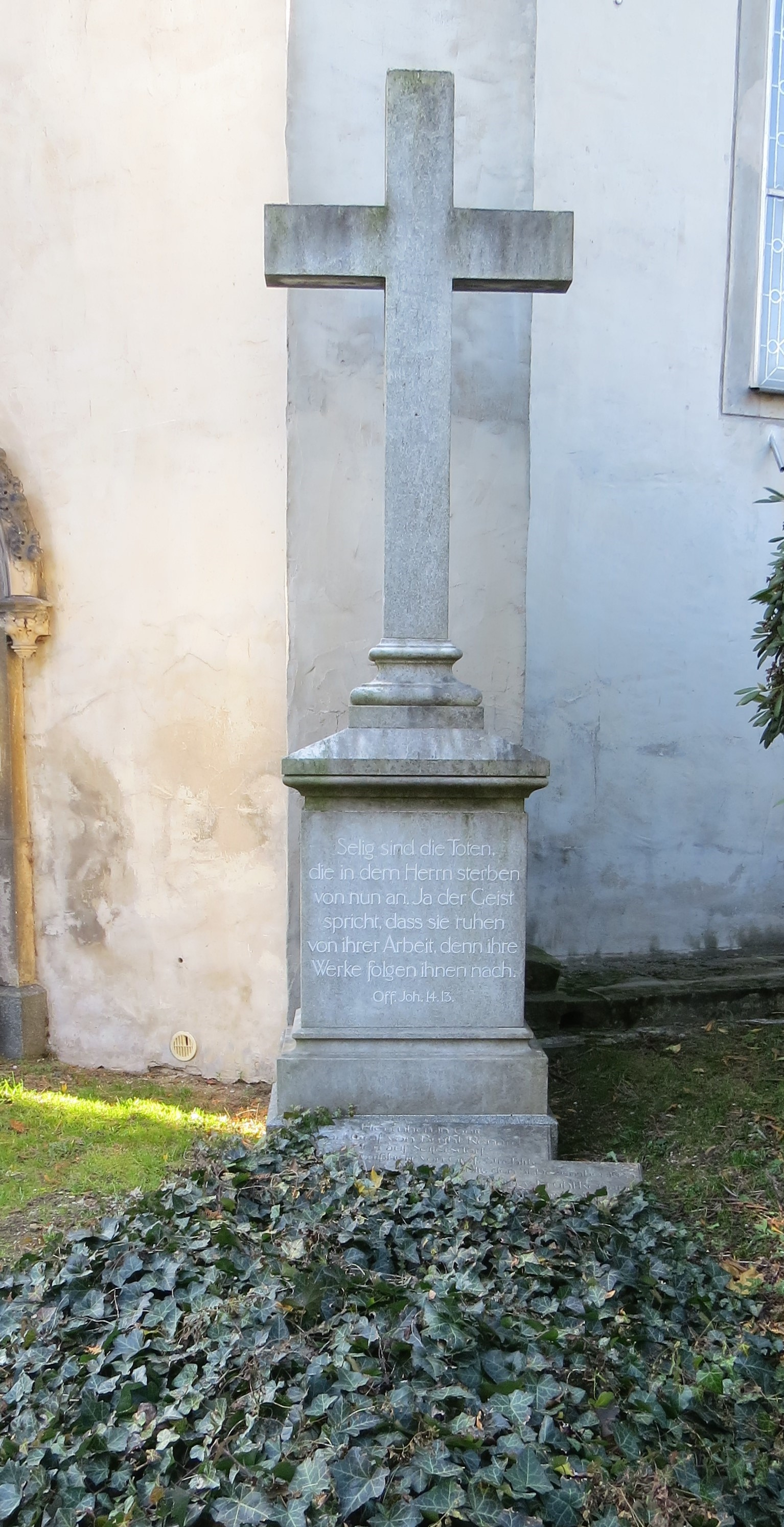
Tombe de Karl von Brühl-Renard à Seifersdorf

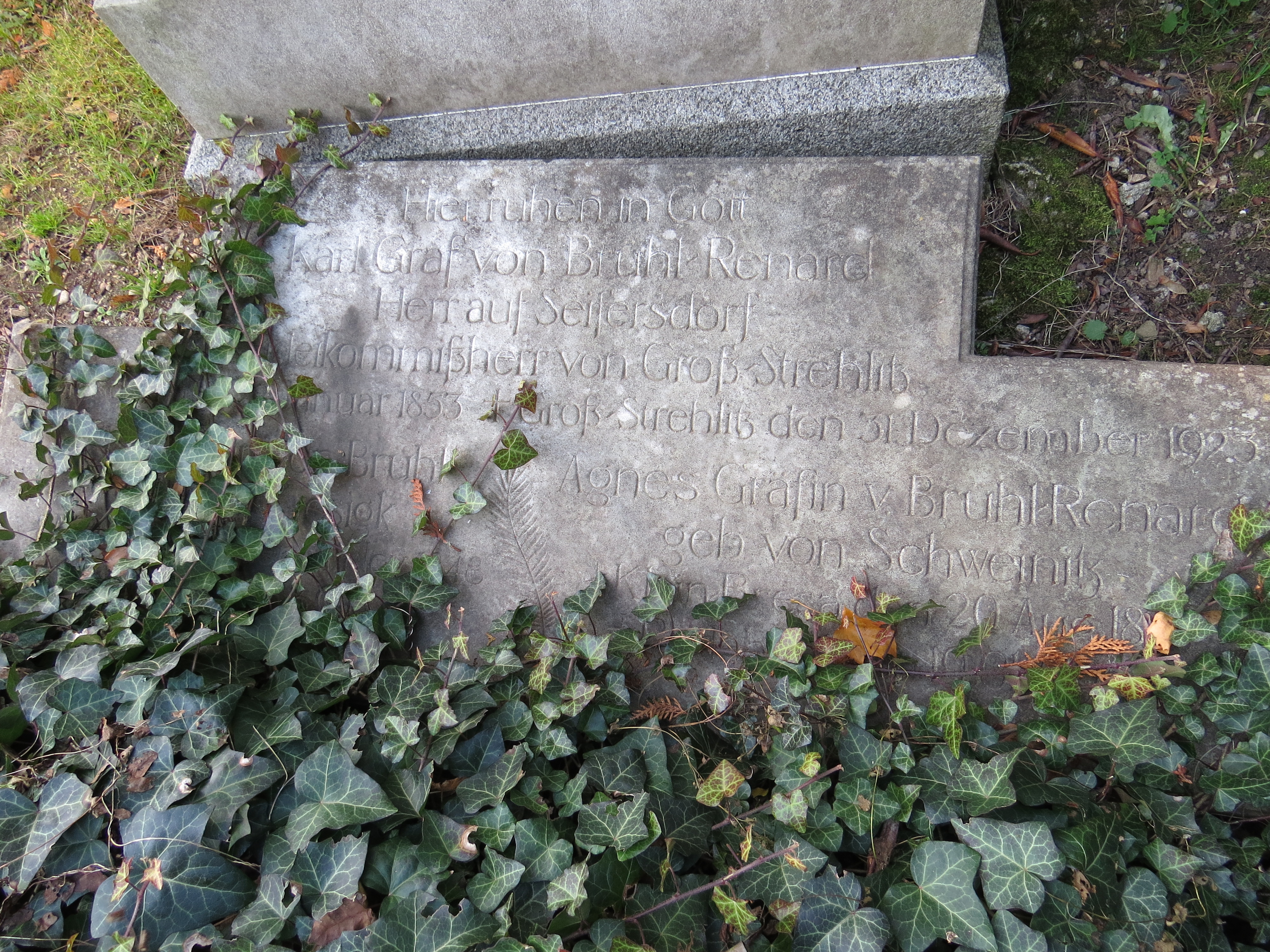
Inscription funéraire Karl von Brühl-Renard à Seifersdorf

Le château de Groß Strehlitz (polonais : Zamek w Strzelcach Opolskich) sont les ruines d'un château à Strzelce Opolskie (allemand Groß Strehlitz), dans la voïvodie d'Opole en Pologne.

## Histoire
En 1303, le « castrum strelcense » est mentionné comme château ducal. Au début du 16e siècle , le bâtiment est en ruine et n'est agrandi en château sous la famille von Redern. C'est surtout dans la deuxième moitié du XIXe siècle que le château est agrandi et transformé.

## Propriétaire
Le domaine et le château appartiennent à la famille du comte Colonna (de) depuis 1651 et, à l'été 1788, le roi de Prusse Frédéric-Guillaume II visite même Groß Strehlitz. Les Colonna exercent leur autorité jusqu'en 1807. Ensuite, Andreas Maria von Renard hérite de la seigneurie de Groß Strehlitz à la suite d'un héritage du côté de sa mère (ancêtres de la famille Gaschin/Colonna). Sur son importante propriété, il travaille principalement à la construction et au développement d'installations industrielles. Renard possède 22 usines sidérurgiques de plus en plus grandes ainsi qu'une usine de filage et est le deuxième plus grand producteur de fer de Haute-Silésie.
Le fils de Renard, Johannes Maria von Renard, reprend la propriété de Groß Strehlitz. Celui-ci meurt avant son père en 1874 d'une septicémie. Par la suite, Mortimer von Tschirschky-Renard (né le 17 septembre 1844 à Koberwitz, arrondissement de Breslau et mort le 18 mars 1908 à Breslau), fils de Marie Christine von Renard, sœur de Johannes Maria von Renard, hérite du domaine de Groß Strehlitz avec ses possessions, ses chevaux de course et le haras pur-sang.
La direction du domaine du comte Renard (fidéicommis  de Groß Strehlitz) comprend le domaine de Dollna, le domaine de Nieder-Ellguth, le domaine de Groß-Vorwerk avec les domaines de Schewkowitz, Gollaschützen, Koczorowna et le domaine de Neudorf, le domaine d'Himmelwitz avec les domaines de Gonschiorowitz et de Wernerau, le domaine de Kobelwitz dans l'arrondissement de Cosel, le domaine d'Olschowa avec les fermes de Xionslas, Komorniken et Johannishof, le domaine de Poremba, le domaine de Rogau avec la ferme Krenzel, le domaine allodial de Rosniontau avec la ferme de Railshof, le domaine de Salesche avec la ferme Oberhof, Niederhof, Mittelhof et Wiesenhof, le domaine de Scharnosin avec l'Annahof Vorwerk, le domaine de Schironowitz, le domaine de Sucholohna avec Mokrolohna et Brezina avec le Gruschek Vorwerk
Ludmilla Gabriele Maria von Renard (née le 28 août 1830 et morte le 16 janvier 1894), une autre sœur de Johannes Maria von Renard, se marie avec le comte de Seifersdorf Johann George Wilhelm Karl Gebhard von Brühl, secrétaire de légation (né le 27 avril 1818 et mort le 27 novembre 1858). De ce mariage ont trois enfants : Karl von Brühl-Renard, Elisabeth von Brühl (épouse de Castell-Castell) et Marie von Brühl (épouse von Mangoldt). À la fin du XIXe siècle, le majorat de Groß Strehlitz compte au total douze domaines
Karl von Brühl-Renard de Seifersdorf près de Radeberg en Saxe reprend la propriété de Groß Strelitz après le décès de son cousin Mortimer von Tschirschky-Renard et est fidéicommissaire à Groß-Strehlitz à partir de 1909. Durant cette période, Brühl-Renard acquiert la propriété de Kalinow (812 ha). Il fait désormais partie de la propriété de la fidéicommis de Groß Strehlitz avec un total de 6561 hectares. Parallèlement, Brühl-Renard possède le patronage du château de Seifersdorf. Il meurt le 31 décembre 1923 au château de Groß Strehlitz et est enterré à Seifersdorf. Après sa mort, la propriété revient à son demi-frère Georg Karl Andreas Albert comte von Schlieffen (de) (1860-1944). Ce dernier est issu du second mariage de sa mère Gabrielle avec Georg Karl comte von Schlieffen (1832-1901).
En 1932, la propriété de Groß Strehlitz passe à Wolfgang comte de Castell-Castell (1877-1940), considéré comme libéral et actif dans la charité en tant que chevalier légal de l'Ordre de Saint-Jean. À son époque, Heinrich Albertz, qui se fait plus tard connaître, fait pendant une courte période le précepteur du château. Wolfgang de Castell-Castell, quant à lui, est le fils de la comtesse Élisabeth de Castell-Castell (née von Brühl), la sœur de Karl von Brühl-Renard. Wolfgang comte de Castell-Castell est enterré dans le parc du château de Groß Strehlitz. Son fils Prosper de Castell-Castell (1922-1989) est le dernier héritier jusqu'à l'expropriation. Plus tard, il est président du conseil d'administration d'une compagnie d'assurance et commandant de la coopérative bavaroise de l'ordre de Saint-Jean.
Le château brûle en 1945 sous l'effet de la guerre et n'est plus que ruines depuis. De l'ancien corps de bâtiment du château, il reste l'écurie voisine.